# 158. rezervní divize (Wehrmacht)
158. rezervní divize (německy 158. Reserve-Division) byla pěší divize německé armády (Wehrmacht) za druhé světové války.

## Historie
Divize byla založena 1. října 1942 a přeložena do Slezska. 1. ledna 1943 byla divize rozdělena na dvě části; první sídlila v Paříži a druhá ve Štrasburku, ale ještě v průběhu ledna 1943 byla přesunuta do La Rochelle. 2. července 1944 byla 158. rezervní divize přeskupena a přejmenována na 16. pěší divizi.